# Karl Dötzer
Karl Dötzer (* 28. Juni 1907 in Braunschweig; † nach 1966) war ein deutscher Jurist, u. a. Verteidiger während der Nürnberger Prozesse.

## Leben
Karl Dötzer war ein Sohn des Fleischermeisters Karl Dötzer und seiner Frau Erna, geb. Schaper. 1926 bestand Dötzer das Abitur an der Gaußschule in Braunschweig.
Anschließend studierte er bis 1929 Geschichte und Rechtswissenschaften an der Universität Berlin und Marburg. Er war Mitglied der Landsmannschaft Hasso-Borussia Marburg. Ab 1930 war er Referendar und wurde an der Universität Marburg am 2. Januar 1931 mit dem Thema Der Empfangsbote promoviert.
Zum 1. Oktober 1932 trat er der NSDAP bei (Mitgliedsnummer 1.356.464) und war Rechtsberater der 49. SS-Standarte. Diese Standarte und nicht er selbst schlug nach seinem Abschluss des zweiten Staatsexamens im Dezember 1933 seine Einstellung im Bezirk des Oberlandesgerichts Braunschweig vor, die auch erfolgte. In der SS war er von 1933 bis 1936 (SS-Nummer 71.341).
Im Januar 1934 wurde er hier Gerichtsassessor und war bis 1935 Mitglied des kirchlichen Dienstgerichts an der Landeskirche Braunschweig.
Als im März 1934 der Präsidialrat Herbst gegen den Willen Bruno Heusingers, der zu diesem Zeitpunkt Präsident des Oberlandesgerichts Braunschweig war, abgesetzt wurde, wurde Dötzer dort Präsidialrat und zugleich Landgerichtsrat. Heusinger empfand die Berufung von Dötzer als Gängelung durch die SS. Dötzer wurde aber der Erwartung der SS nicht gerecht, da er als Parteimitglied die Linie der NSDAP vertrat. So schützte er die unter die Rassengesetze fallenden Braunschweiger Richter Wilhelm Mansfeld und Rudolf Heymann, genauso wie die sozialdemokratischen Rechtsanwälte Rudolf Meier und Willi Glindemann. Im Konflikt zwischen Friedrich Lachmund, der in massive Auseinandersetzungen mit dem SS-Gruppenführer Friedrich Jeckeln wegen Übergriffen der SS in die braunschweigische Justiz geraten war, und dem die SS vertretenden Staatsanwalt Paul Rasche nahm Dötzer Partei für Lachmund ein. Später wurde Dötzer mit der Begründung, dass er sich im „Kampf“ der Braunschweiger Beamten gegen die SS beteiligt hatte, aus der SS ausgeschlossen.
Ab April 1934 war Dötzer Land- und Amtsgerichtsrat in Stadtoldendorf und ab Oktober 1934 Mitglied des Justizprüfungsamtes am Oberlandesgericht Braunschweig und Gemeinschaftsleiter der Braunschweiger Gerichtsreferendare. Ab Januar 1935 war er Oberlandesgerichtsrat und war weltlicher Beisitzer des Dienstobergerichts der Landeskirche Braunschweig.
Aufgrund seiner Auseinandersetzungen mit der SS wurde er nach 1936 zwar für weitere Beförderungen vorgeschlagen, aber aufgrund seiner abweichenden Auffassung nicht mehr damit bedacht.
Von 1934 bis 1945 war er Dozent für Rechtswissenschaften an der Carolo-Wilhelmina, u. a. mit Vorlesungen zum nationalsozialistischen Staat, Grundzügen des Staats- und Verwaltungsrechts. Ab 1941 wurde er als Soldat im Zweiten Weltkrieg eingesetzt.
1944 heiratete er Gerda Kuhnau, die bei den Nürnberger Prozessen seine Assistentin bei der Verteidigung war.
Nach dem Krieg wurde er mit der Kategorie 4 „Mitläufer“ entnazifiziert und wurde als Landgerichtsrat im Wartestand geführt.
Im Juristenprozess (Fall 3 der Nachfolgeprozesse; USA gegen Josef Altstötter et al.), einem Nachfolgeprozess der Nürnberger Prozesse, der von Anfang März 1945 bis Mitte Dezember 1947 dauerte, war er Verteidiger vom ehemaligen Präsidenten des IV. Senats des Volksgerichtshofes Günther Nebelung. Nebelung kannte Dötzer u. a. aus seiner Zeit am Dienstobergericht und war sein Unterstützer. Nebelung war dort Vorsitzender und Dötzer weltlicher Beisitzer. Nebelung wurde letztendlich freigesprochen.
Im Prozess Rasse- und Siedlungshauptamt der SS (Fall 8 der Nachfolgeprozesse; USA gegen Ulrich Greifelt et al.), der von Ende Oktober 1947 bis Mitte März 1948 dauerte, war er Verteidiger von Heinz Brückner. Brückner wurde in drei Anklagepunkten für schuldig befunden und zu 15 Jahren Haft verurteilt, aber bereits 1951 aus der Haft entlassen.
Im Wilhelmstraßen-Prozess (Fall 11 der Nachfolgeprozesse; USA gegen Ernst von Weizsäcker et al.), der von Januar 1948 bis April 1949 dauerte, war er Verteidiger von Edmund Veesenmayer. Veesenmayer wurde zu 20 Jahre verurteilt. 1951 wurde die Haftdauer zu zehn Jahren Haft umgewandelt.
Nach den Nürnberger Prozessen wurde er durch Charles La Follette, amerikanischer Jurist bei den Nürnberger Prozessen, und Robert Kempner, stellvertretender Hauptankläger der Vereinigten Staaten bei den Nürnberger Prozessen, positiv bewertet, sodass Dötzer ab 1950 als Rechtsanwalt in Braunschweig tätig werden konnte.
Im Prozess gegen den IHK-Hauptgeschäftsführer Hans Ballhausen, der wegen Untreue und Betrugs angeklagt war, war er sein Anwalt. Der Prozess dauerte bis 1966, wobei Ballhausen bereits 1964 vom Amt des IHK-Hauptgeschäftsführers zurückgetreten war. Die Umstände des Prozesses wurden als Machtkampf zwischen dem Niedersächsischen Minister für Wirtschaft und Verkehr, Carlo Graaff, und dem Bundesverkehrsminister Hans-Christoph Seebohm angesehen. Graaff hatte im Sommer 1963 die Braunschweiger Staatsanwaltschaft über Ungereimtheiten in der IHK aufmerksam gemacht. Nach der Anklage im Februar 1965 gegen Ballhausen wurde die Eröffnung des Hauptverfahrens noch mit der Begründung abgelehnt, dass Ballhausen das Einverständnis und besondere Ansehen Seebohms, der im Prozess als Zeuge auftrat, genieße. Im Oktober 1965 kam es dann doch zum Hauptverfahren.